# Eukaliptus gałkowy
Eukaliptus gałkowy (Eucalyptus globulus Labill.), zwany też eukaliptusem właściwym lub rozdrębem gałkowym – gatunek drzewa należący do rodziny mirtowatych. Pochodzi z południowej Australii i Tasmanii, ale rozprzestrzeniony został również w Afryce, Azji, Ameryce Północnej, Europie, na Hawajach i Makaronezji.

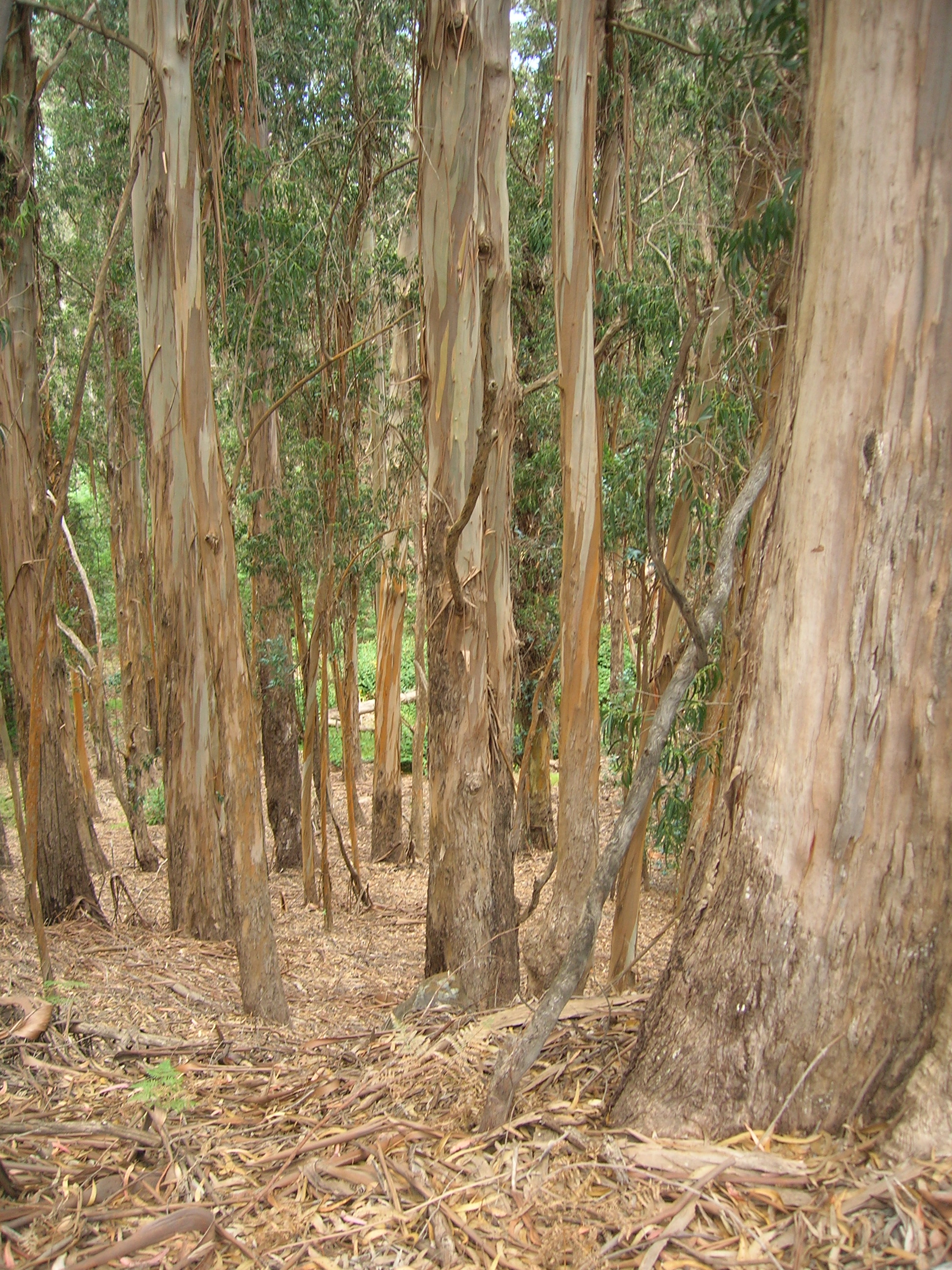
Pokrój

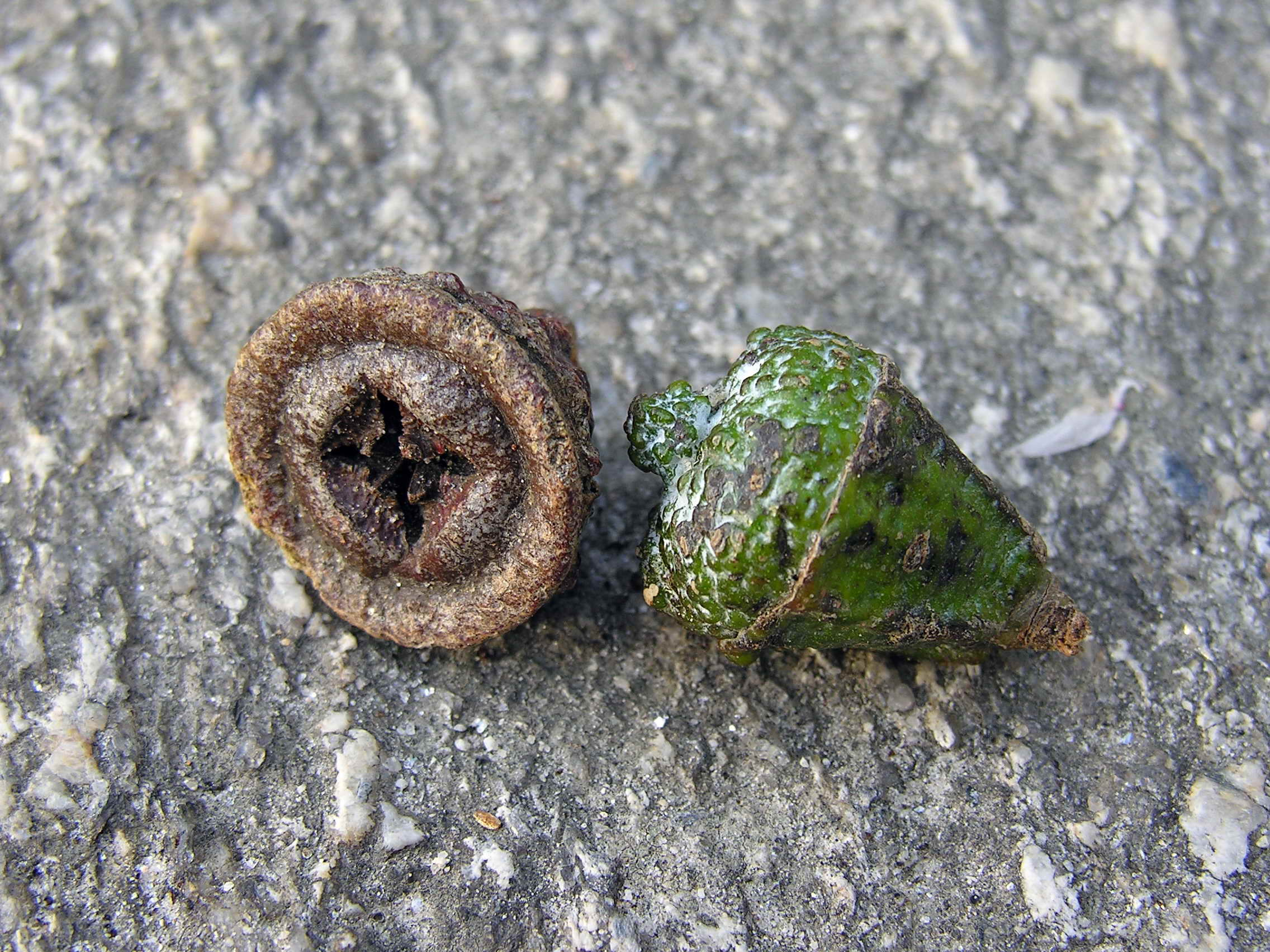
Owoce

## Morfologia
PokrójDuże drzewo osiągające nawet 60 m wysokości o płytkim, ale silnie rozwiniętym systemie korzeniowym. Wzrostem szybko przewyższające pokrewne gatunki.
ŁodygaMłode pędy podłużnie pagórkowate i ostro żeberkowane.
LiścieMłode na młodych roślinach i młodych pędach okrągławe lub okrągławo-jajowate, naprzeciwległe, siedzące lub obejmujące pęd, spodem srebrzystobiałe, wierzchem ciemnozielone. Stare liście skrętoległe, krótkoogonkowe, wąskolancetowate, sierpowato wygięte, o ciemnozielonym zabarwieniu, spodem srebrzystobiałe. Wszystkie charakteryzują bardzo silną fototaksją ujemną, co oznacza, że liście ustawiają się równolegle do kąta padania promieni słonecznych, nie 'dając cienia'.
KwiatyOsadzone pojedynczo, drobne, osadzone na krótkich szypułkach, białe, obupłciowe, o licznych pręcikach (długich, bladozielonych) i jednym słupku. Mają zredukowany kielich, koronę zaś zrośniętą i przekształconą w nakrywkę, która odpada podczas kwitnienia.
OwocŻeberkowana, półkolista, wielonasienna torebka pękająca na szczycie.

## Zastosowanie
Drewno ma zastosowanie w konstrukcji okrętów, wagonów i budowli wodnych. Wytwarza się z niego także papier. Jest bardzo odporne na gnicie. Kora zawiera garbniki.

### Roślina lecznicza
Surowiec zielarskiLiść eukaliptusa (Eucalypti folium) – całe lub rozdrobnione, wysuszone liście starszych gałęzi o zawartości co najmniej 15 ml/kg olejku eterycznego. Wytwarza się z nich olejek eukaliptusowy – Eucalypti oleum otrzymywany przez destylację z parą wodną surowca. Ma on zastosowanie w lecznictwie oraz perfumerii.